# Fu’ao (sockenhuvudort i Kina, Zhejiang Sheng, lat 27,81, long 119,96)
Fu'ao (kinesiska: Fu’aoqiao, Fu’ao, 富岙乡, 富岙桥) är en sockenhuvudort i Kina. Den ligger i provinsen Zhejiang, i den östra delen av landet, omkring 270 kilometer söder om provinshuvudstaden Hangzhou. Antalet invånare är 2 954. Befolkningen består av 1 269 kvinnor och 1 685 män. Barn under 15 år utgör 15,0 %, vuxna 15-64 år 60 %, och äldre över 65 år 23,0 %.
Runt Fu'ao är det tätbefolkat, med 383 invånare per kvadratkilometer. Närmaste större samhälle är Nantian, 12,6 km norr om Fu'ao. I omgivningarna runt Fu'ao växer i huvudsak blandskog.
Genomsnittlig årsnederbörd är 2 093 millimeter. Den regnigaste månaden är juni, med i genomsnitt 303 mm nederbörd, och den torraste är januari, med 64 mm nederbörd.